# فابيان فورت
فابيان فورت (بالإنجليزية: Fabian Forte)‏ مواليد 6 فبراير 1943 في فيلادلفيا، هو ممثل أمريكي بدأ مسيرته الفنية سنة 1959.

## الأعمال

### مسلسلات
- ذا فيرجينيان
- ذا إف بي آي
- الحب
- لافيرن وشيرلي
- جزيرة الفنتازيا
- قارب الحب
- حقائق الحياة
- ميرفي براون

## وصلات خارجية
- فابيان فورت على موقع IMDb (الإنجليزية)
- فابيان فورت على موقع ألو سيني (الفرنسية)
- فابيان فورت على موقع ميوزك برينز (الإنجليزية)
- فابيان فورت على موقع تيرنر كلاسيك موفيز (الإنجليزية)
- فابيان فورت على موقع أول موفي (الإنجليزية)
- فابيان فورت على موقع قاعدة بيانات الأفلام السويدية (السويدية)
- فابيان فورت على موقع إن إن دي بي (الإنجليزية)
- فابيان فورت على موقع أول ميوزيك (الإنجليزية)
- فابيان فورت على موقع ديسكوغز (الإنجليزية)
- فابيان فورت على موقع قاعدة بيانات الفيلم (الإنجليزية)
- الموقع الرسمي